# Batalha de La Concepción

Concepción é uma pequena cidade às margens do rio Mantaro. Estradas e ferrovias naquela época são desenhadas.

A Batalha de Concepción (em espanhol: Batalla de Concepción) foi travada entre forças chilenas e peruanas em 9 e 10 de julho de 1882, durante a Campanha de Sierra da Guerra do Pacífico. Em grande desvantagem numérica, o destacamento chileno de 77 homens sob o comando do capitão Ignacio Carrera Pinto foi aniquilado por uma força peruana de 1 300 homens, muitos deles armados com lanças, comandados pelo coronel Juan Gasto e Ambrosio Salazar após uma luta de 27 horas na pequena cidade de Concepción, nos Andes peruanos.

## Antecedentes
Após a derrota em Miraflores e a invasão da capital peruana Lima, muitos oficiais peruanos escaparam para as montanhas e organizaram a resistência. Entre esses homens estava o coronel Andrés Avelino Cáceres, que conseguiu ganhar a simpatia dos fazendeiros que viveram totalmente desconectados das campanhas anteriores. A ocupação chilena foi dirigida pelo recém-nomeado almirante Patricio Lynch, que enviou uma divisão dividida em várias colunas com a intenção de varrer os Andes e ganhar o controle das cidades da região. A primeira grande força a ser enviada foi uma divisão sob o comando do coronel Ambrosio Letelier, que teve sucesso em sua tarefa, mas cometeu abusos contra a população. Ele foi chamado de volta a Lima e enviado a Santiago para ser levado à corte marcial. Os abusos perpetrados pela divisão de Letelier geraram descontentamento e ódio pelas tropas invasoras, permitindo que Cáceres aumentasse suas tropas facilmente.
Em Lima, a Batalha de Sangra ocorreu em 26 de junho de 1881, na Hacienda de Sangrar, onde uma companhia chilena comandada por José Luis Araneda lutou com as forças peruanas comandadas por Manuel Encarnación Vento. Em 1882, o coronel Estanislao del Canto foi enviado ao Departamento de Junín com ordens de manter o controle da região e encontrar e eliminar as forças de Cáceres. A divisão de Del Canto tinha cerca de 2 300 homens e foi formada pelos batalhões de Infantaria de 2ª Linha "Tacna", Lautaro e "Chacabuco", um Esquadrão de Cav. "Yungay Carabiners" e uma brigada de artilharia do 1º Regimento de Artilharia. Em Pucara, em 5 de fevereiro, as forças de Cáceres e del Canto entraram em confronto. No dia 22, Cáceres derrotou seu compatriota peruano coronel Arnaldo Panizo em Acuchimay, assumindo o controle do exército de Panizo e aumentando o seu próprio.

## Situação peruana

### Guerrilheiros de Ambrosio Salazar
Ambrosio Salazar Márquez foi enviado por Cáceres para organizar uma unidade guerrilheira em Comas, mas sua tentativa de organização foi rejeitada pelos fazendeiros rurais. Os chilenos saquearam fazendas rurais em Huancayo, e o prefeito de Comas pediu a Salazar que retomasse a organização. Salazar armou duas colunas de moradores, uma com 30 canhões e 50 homens. Eles conseguiram uma vitória em Sierra Lumi, onde adquiriram mais armas e apoio da população. Salazar enviou um pedido de apoio militar a Cáceres. Os guerrilheiros de Comas não tinham armas, os camponeses estavam armados apenas com lanças. Os camponeses prenderam Salazar no início de julho de 1882 com a chegada de duas colunas enviadas por Cáceres para reorganizar os guerrilheiros com ordens de atacar Concepción. Ambrosio Salazar comandou as colunas Cazadores de Comas e Guerrilla Andamarca que os acompanharam com reforços.

### Forças de Cáceres
A notícia da situação chilena chegou a Cáceres, que viu uma oportunidade de destruir toda a divisão que os combatia em suas guarnições. Ele decidiu lançar um ataque simultâneo a várias guarnições chilenas nos Andes. Gasto, com os batalhões Pucará Nº4 e América, mais as colunas Libres de Ayacucho, deveria se juntar aos guerrilheiros salazaristas (montoneras) em Comas e marchar em direção a Concepción. Enquanto isso, o coronel Maximo Tafur foi enviado para La Oroya, com o objetivo de destruir a ponte e fechar qualquer rota de fuga para del Canto. O próprio Cáceres, com o resto de suas tropas, atacaria a 4ª companhia do Batalhão de 5ª Linha "Santiago" em Marcavalle.

## Situação da guarnição chilena
A divisão de Del Canto estava espalhada pela região sul dos Andes peruanos, dividida em pequenos grupos estacionados em várias cidades e enfrentando uma grave falta de suprimentos, incluindo alimentos, roupas, sapatos e munições, e pesadas baixas de doenças e do frio dessas alturas. De fato, as causas mais comuns de morte na divisão chilena foram tifo e congelamento.  O alto comando chileno estava razoavelmente preocupado com a situação dos soldados e solicitou permissão às autoridades chilenas para deixar as montanhas, mas esses pedidos caíram em ouvidos surdos. Quando a situação se tornou desesperadora, o próprio coronel del Canto viajou a Lima para solicitar autorização para recuar. Após o relatório do Dr. Jovino Novoa sobre a situação das tropas, foi concedida permissão para recuar.
Após um sucesso inicial, a falta de suprimentos e medicamentos, combinada com a alta mortalidade entre as linhagens chilenas devido a doenças desconhecidas e temperaturas frias, forçou Estanislao del Canto a se retirar dos Andes para Lima. O plano era evacuar a divisão enquanto organizava as guarnições dispersas quando a coluna deixava as montanhas. A guarnição postada em Concepción era a 4ª companhia do 6º Batalhão de Linha "Chacabuco", composta por 77 soldados sob o comando do Tenente Ignacio Carrera Pinto. Sem que ele soubesse, ele havia sido promovido a capitão, mas nunca receberia a promoção. Junto com os soldados viajavam duas mulheres, uma delas grávida e prestes a dar à luz. Onze homens estavam doentes no momento da batalha.  A guarnição também carecia de munição, tendo apenas cem cartuchos por soldado.
Carrera Pinto estava esperando a divisão em retirada para se juntar a ela e continuar redobrando dos Andes. Embora nenhum ataque fosse esperado, ele manteve a guarnição em estado de alerta. Ele não sabia que quando o coronel del Canto finalmente pôde deixar sua posição em Huancayo, sua ala sul foi derrotada pelos seguidores de Cáceres em Marcavalle, atrasando novamente o avanço das tropas chilenas em direção a Concepción. Enquanto isso, as montoneras de Ambrosio Salazar e as forças regulares peruanas de Juan Gasto já estavam reunidas na colina de Leon e aguardando o sinal de ataque. Às 14h00 de 9 de julho, as sentinelas chilenas soaram o alarme anunciando a presença de tropas inimigas. Os chilenos podiam ver nas colinas circundantes as tropas peruanas e várias centenas de fazendeiros gritando prontos para invadir a cidade. As tropas peruanas superavam as forças chilenas em 17 para 1.

### Plano de batalha chileno
Como estava em menor número, o plano de Carrera Pinto era fortificar a guarnição na praça central da cidade, bloqueando seus quatro cantos, e resistir até a chegada de del Canto. Assim, ele dividiu as tropas em três grupos para defender cada uma das entradas da praça, ocupando as seguintes posições: no canto norte, Arturo Perez Canto com o primeiro grupo; no noroeste, Luis Cruz Martinez com outros vinte soldados; no sudeste, Julio Montt Salamanca com mais vinte. Carrera Pinto, com os dezesseis restantes, ocupava o canto sudoeste. Quando o inimigo dominava essas posições, as tropas recuavam para a igreja da cidade. 

## A batalha
Em 8 de julho, as forças de Salazar deixaram Comas, chegando naquela noite a San Antonio de Ocopa, onde acamparam. Lá, o bispo Manuel Teodoro del Valle relatou o movimento de forças em Concepción. Em 9 de julho, eles marcharam de Santa Rosa Ocopa através de Alayo, Quichuay e Lastay. Em Concepción, Salazar decidiu atacar apenas com as forças sob seu comando, as colunas Cazadores de Comas e Guerrilla de Andamarca. No mesmo dia, os guerrilheiros de Quichuay e Vilca, comandados pelos irmãos Salazar, e os guerrilheiros de San Jeronimo sob o comando de Melchor Gonzales, chegaram todos para servir de reforços.
A divisão chilena de Del Canto, depois de deixar Huancayo, foi atacada pelas forças peruanas de Cáceres, atrasando seu retorno a Concepción. Às 13h30 daquele domingo, Del Canto recebeu uma nota do capitão Carrera Pinto relatando que não havia problemas em Concepción. Às 14h30, as forças peruanas apareceram no topo das colinas de Piedra Parada e El Leon em Concepción. As forças peruanas começaram a descer em direção à praça: Ambrosio Salazar com os guerrilheiros no sul de El Leon e os soldados de Juan Gasto de Piedra Parada, cercando a cidade. As forças chilenas misturaram ataques de baioneta com tiros de rifle. De um dos flancos, os camponeses de Comas avançaram em direção ao inimigo. Os soldados chilenos, alinhados em uma formação de fileira dupla, abriram fogo contra as forças que se aproximavam. Em um segundo ataque, os chilenos receberam tiros de franco-atiradores dos telhados e janelas dos prédios vizinhos, causando sete vítimas. Carrera Pinto tentou uma carga de baioneta para quebrar o cerco e escapar, mas foi ferido no braço esquerdo, deixando-o sem escolha a não ser recuar para a igreja e guarnecer suas tropas lá dentro.
Juan Gastó instalou um posto de comando para dirigir suas forças e como um centro de socorro para os feridos. O ataque peruano continuou, incluindo tiros de franco-atiradores de telhados e janelas, até que todos os chilenos recuaram para o centro da praça, uma posição muito exposta. Todos os soldados assumiram posições defensivas, incluindo os feridos. Às 19h00 chegaram os guerrilheiros de Orcotuna, comandados por Teodósio López, e Mito, comandados por Aurélio Gutierres, para reforçar as tropas peruanas. O tenente chileno, ciente da situação desesperadora, enviou três soldados para se conectar com a divisão de del Canto estacionada em Huancayo e informá-los do ataque que estavam sofrendo. Todos não conseguiram escapar de Concepción e foram mortos.  Na escuridão da noite, as forças chilenas tentaram deixar Huancayo, mas falharam e voltaram à sua posição.

Gasto enviou um parlamentar tentando convencer Carrera Pinto a se render, mas seu apelo foi recusado quando este lhe enviou uma carta de resposta.
Ao comandante da guarnição chilena. Presente. Considerando que nossas forças, que cercam Concepción, são numericamente superiores às que estão sob seu comando, e desejando evitar uma luta obviamente impossível, sugiro que entreguem incondicionalmente suas forças, garantindo o respeito pela vida de seus oficiais e soldados. No caso de uma resposta negativa, as forças sob meu comando devem prosseguir com a máxima energia no cumprimento de seus deveres. Que Deus te guarde

—  Juan Gasto
Na capital do Chile, em uma de suas principais ruas, está imortalizada em bronze a estátua do pai de nossa Independência, General Don José Miguel Carrera, cujo próprio sangue corre em minhas veias; é por isso que você entenderá que nem como chileno nem como descendente dele serei intimidado pelo número de suas tropas nem pelas ameaças obrigatórias. Que Deus o guarde.

—  Ignacio Carrera Pinto

## Segundo ataque e final
O coronel Juan Gastó relatou a Ambrosio Salazar que estava se retirando de Concepción, deixando para Salazar a tarefa de tomar o quartel. Somando-se às tropas de ataque com onze pessoas com seus próprios rifles estava o Dr. Tello Santiago Manrique, que se juntou às tropas peruanas naquela noite. Ambrosio Salazar ordenou que Cipriano Camacachi e Pablo Bellido pulverizassem com combustível os telhados do convento para expulsar os chilenos, que responderam ao fogo das janelas do prédio. A mulher grávida, uma garçonete que estava em trabalho de parto, deu à luz. Os chilenos esgotaram em grande parte suas munições tentando repelir esse novo ataque. Os peruanos conseguiram incendiar o telhado da igreja.
Carrera Pinto e os sobreviventes tentaram se refugiar em uma casa adjacente à igreja e resistir aos peruanos de lá. Embora um soldado o tenha informado sobre as forças peruanas, ele decidiu encenar mais uma carga de baioneta, dizendo: "Os chilenos não se rendam! Viva o Chile!" Ele então liderou outro ataque de baioneta com alguns soldados, matando alguns guerrilheiros, e foi morto por fuzileiros peruanos.
Os guerrilheiros de Salazar ocuparam os telhados e paredes, atacando os chilenos em suas últimas posições dentro da igreja. Os soldados chilenos pegaram o corpo de seu comandante e se retiraram para a igreja em chamas. Outro ataque de uma horda de montoneros conseguiu penetrar na parede da igreja, mas foi repelido por outro ataque de baioneta de cerca de doze soldados chilenos liderados pelo 2º Tenente Arturo Perez Canto. Às 07h00 do dia 10 de julho, chegaram guerrilheiros de Apata, comandados por Andrés Avelino Ponce, e guerrilheiros armados com lanças de Paccha, comandados por Andrés Bedoya Seijas. Os guerrilheiros abriram fogo no dia 2. Tenente Cruz Martinez e suas tropas. Às 10h00, os chilenos estavam sem munição, e o fogo e a fumaça de suas tochas os forçaram a deixar a igreja. Por volta das 11h00 da manhã de 10 de julho, a guarnição chilena foi reduzida a apenas nove soldados sob o comando do 2º Tenente Luis Cruz Martinez (15 anos). Outro ataque causou mais 4 mortos no lado chileno. Salazar pediu aos sobreviventes que aceitassem uma rendição honrosa.
Cruz Martínez recusou esta última oferta de rendição, dizendo "Pela pátria, os chilenos nunca se renderão!", após essas palavras, ele ordenou uma barragem final de rifles e, em seguida, liderou uma carga de baioneta com seus soldados restantes, todos mortos por tiros peruanos. Infelizmente, Gasto não pôde evitar que as mulheres e o recém-nascido fossem mortos e desmembrados por seus montoneros e vários soldados. Ele deixou a cidade no final do dia.

## Consequências
Após uma batalha de 27 horas, o exército peruano sofreu mais de 40 baixas (feridos ou mortos) com base no relatório oficial de Ambrosio Salazar. Também foram mortos na batalha 250 guerrilheiros.  Todos os soldados chilenos foram mortos.

Ao meio-dia, a coluna de reforço chilena de Huancayo apareceu. Depois que se soube que todos os 77 soldados chilenos haviam morrido e que duas mulheres e um recém-nascido haviam sido mortos e desmembrados tropa de cavalaria foi enviada com ordens para matar todos os homens entre dezesseis e cinquenta anos  incendiar a cidade de Concepción.
Na cidade, restavam apenas 20 pessoas; 18 foram executados imediatamente, incluindo um ancião, o Sr. Salazar, e dois conseguiram escapar para as colinas. Todas as casas foram saqueadas e queimadas pelos chilenos. 

— Manuel F. Horta, repórter do jornal El Eco de Junín. 26 de agosto de 1882 
O coronel Del Canto ordenou que os corações dos quatro oficiais: o capitão Ignacio Carrera Pinto, o tenente Julio Montt e os segundos-tenentes Arturo Perez Canto e Luis Cruz Martinez, fossem extraídos e enviados em formol para Santiago. Os restos mortais dos 77 chilenos foram enterrados ao lado da igreja. Somente em 1911, em uma das igrejas de Santiago, no Chile, os corações dos 4 policiais mortos foram enterrados permanentemente com uma lápide dedicada à memória de todos os 77 mortos nesses dois dias memoráveis da história chilena.
Esta batalha tem um forte significado para ambos os países. No Chile, todo dia 9 de julho é comemorado o Dia da Bandeira Nacional (em espanhol: Día de la Bandera), em memória daqueles que escolheram morrer defendendo sua bandeira em vez de se render. Para os peruanos, é um marco para sua resistência diante dos invasores e um triunfo, considerando o quão mal equipados estavam. Concepción é uma das cidades heróicas do Peru e, no dia da vitória peruana, em sua homenagem, uma competição nacional de bandas marciais juvenis é realizada aqui.
Todo dia 9 de julho, em todo o Chile, em cerimônias que marcam a grande derrota militar chilena, a batalha é comemorada pelo famoso Juramento de la Bandera (Juramento à Bandeira) recitado em todo o Chile em memória desta grande e memorável batalha, pelos oficiais, subtenentes, suboficiais, suboficiais, cadetes oficiais e cadetes sargentos do Exército Chileno à Bandeira do Chile, uma tradição anual solene desde que foi recitada pela primeira vez em 9 de julho de 1939.